# Meseta de Conococha

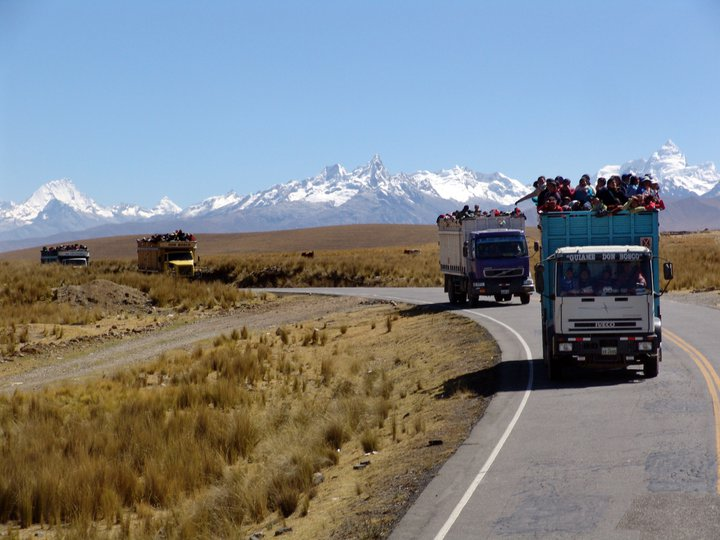
Meseta de Conococha desde la carretera Chiquian-Conococha.

Conococha es una meseta andina del Perú se ubica en la provincia de Recuay, Región Ancash, en el Perú.

## Ubicación geográfica
Se ubica al sur de la región Ancash a 4.020m.s.n.m. A sus orillas se ubica el poblado de Conococha, punto donde la carretera se bifurca en dos ramales: hacia el norte a la ciudad de Huaraz y hacia el este hacia el poblado de Chiquián.
Ahí se ubica la laguna homónima que es el origen del río Santa.
De sur a norte, la meseta finaliza en la pampa de Lampas, el cual se le considera como el inicio y la parte alta del Callejón de Huaylas.